# 닐스 올라프
명예 연대장 닐스 올라프 경(Colonel-in-Chief Sir Nils Olav)은 스코틀랜드 에든버러 동물원에 살고 있는 임금펭귄이다. 노르웨이 왕실 근위대의 마스코트이자 명예 연대장으로 활동하고 있다. 2008년 8월 15일 노르웨이 국왕 근위대의 방문을 받고 기사 작위를 수여 받았으며, 노르웨이 국왕인 하랄 5세가 이 작위를 승인하였다. 작위 수여식은 동물원에서 수백 명의 군중과 근위대 130명이 지켜보는 가운데 진행되었으며, 함께 참석한 하랄 5세는 닐스 올라프를 "기사 작위와 명예를 수여하기에 충분한 자격을 갖춘" 펭귄이라고 선언하였다.

## 같이 보기
- 보이테크
- 레클리스
- 래리 (고양이)